# Balinees schrift
Het Balinees schrift is een alfabetisch schrift van het type abugida dat vroeger (en vandaag in mindere mate) in gebruik was om het Balinees, een Austronesische taal welke gesproken wordt door zo'n vier miljoen inwoners op het Indonesische eiland Bali, en het Javaans, eveneens Austronesisch en in Indonesië gesproken, vast te leggen. Tegenwoordig is het verdrongen door het Latijnse alfabet en slechts weinig mensen zijn vertrouwd met dit oude schrift. Voor religieuze teksten wordt het nog weleens gebruikt.
Het Balinese schrift is een Brahmisch schrift afgeleid van het Kawischrift, dat is afgeleid van het Pallavaschrift, wat uiteindelijk te herleiden valt tot het Brahmischrift, de wortel van vrijwel alle abugida's in Zuidoost-Azië.

## Beschrijving

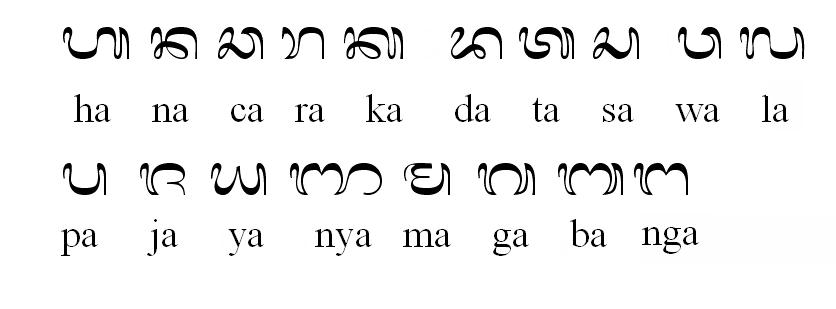
Basistekens van het Balinese schrift

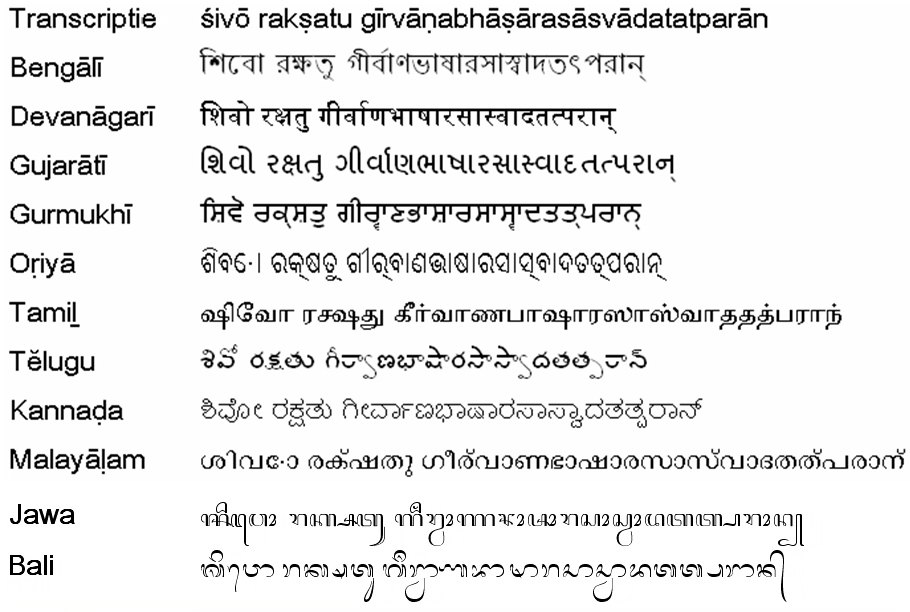
Het Balinees alfabet, vergeleken met het Devanagari en enkele andere schriften die ervan zijn afgeleid

Er zijn 47 letters in het Balinese schrift, elk vertegenwoordigt een lettergreep met een inherente /a/ of /ə/ medeklinker, die gewijzigd kan worden tot andere medeklinkers door middel van het toevoegen van diakritische tekens boven, onder, links of rechts van een medeklinker. Puur Balinees kan geschreven worden met 18 medeklinkerletters en 9 klinkerletters, terwijl Sanskriet transliteratie of leenwoorden van het Sanskriet en Oud Javaans alle letters gebruiken. Een set aangepaste letters worden ook gebruikt voor het schrijven van de Sasak taal.
Elke medeklinker heeft een samengevoegde vorm die gatungan wordt genoemd, wat de inherente klinker van de voorgaande lettergreep annuleert.
Het schrift gebruikt interpunctie zoals een comma, punt, dubbelepunt, alsmede tekens die het begin en het einde van een tekst aanduiden. Muzikale notatie gebruikt letterachtige symbolen en diakritische tekens om de toonhoogte aan te duiden. Teksten woorden van links naar rechts geschreven zonder woordscheiding (Scriptio continua).
Er is ook een set "heilige letters" genaamd aksara modre die voorkomen in religieuze teksten en op beschermende talismannen. De meeste van deze letters worden gevormd door het toevoegen van diakritische tekens genaamd ulu candra met corresponderende letters. Een aantal aanvullende tekens die in teksten worden gebruikt (in tegenstelling tot decoratief gebruik in tekeningen), worden nog steeds bestudeerd en men verwacht dat deze tekens worden voorgesteld tot codificatie als Balinese extensie door Unicode.